# Colossendeis pipetta
Colossendeis pipetta is een zeespin uit de familie Colossendeidae. De soort behoort tot het geslacht Colossendeis. Colossendeis pipetta werd in 1991 voor het eerst wetenschappelijk beschreven door Stock. 